# Reusch (Rothenburg ob der Tauber)
Reusch ist ein Gemeindeteil der Großen Kreisstadt Rothenburg ob der Tauber im Landkreis Ansbach (Mittelfranken, Bayern). Reusch liegt in der Gemarkung Bettenfeld.

## Geografie
Etwa einen Kilometer nordöstlich des Weilers liegt die Bossendorfer Höhe (467 m ü. NHN), 1 km südöstlich liegt die Schandtauberhöhle, die zugleich ein Naturschutzgebiet ist. Gemeindeverbindungsstraßen führen nach Bossendorf zur Landesstraße 1022 (1 km nördlich), zur L 1005 bei Leuzendorf (1,2 km westlich) und nach Bettenfeld zur Kreisstraße AN 6 (1,4 km östlich).

## Geschichte
Mit dem Gemeindeedikt (frühes 19. Jahrhundert) wurde Reusch dem Steuerdistrikt Leuzenbronn und der Ruralgemeinde Bettenfeld zugeordnet. Im Zuge der Gebietsreform in Bayern wurde Reusch am 1. Mai 1978 nach Rothenburg eingemeindet.

### Baudenkmal
- Haus Nr. 1a: Schopfwalmdachbau[6]

### Einwohnerentwicklung
| Jahr      | 001818 | 001840 | 001861 | 001871 | 001885 | 001900 | 001925 | 001950 | 001961 | 001970 | 001987 |
| Einwohner | 62     | 58     | 80     | 65     | 72     | 64     | 61     | 61     | 51     | 45     | 47     |
| Häuser    | 10     | 10     |        |        | 11     | 11     | 9      | 9      | 9      |        | 9      |
| Quelle    | [ 8 ]  | [ 9 ]  | [ 10 ] | [ 11 ] | [ 12 ] | [ 13 ] | [ 14 ] | [ 15 ] | [ 16 ] | [ 17 ] | [ 1 ]  |

## Religion
Der Ort ist seit der Reformation evangelisch-lutherisch geprägt und bis heute nach St. Wendel und Hl. Kreuz (Bettenfeld) gepfarrt. Die Einwohner römisch-katholischer Konfession sind nach St. Laurentius (Gebsattel) gepfarrt.